# 菅原天満宮 (大阪市)
菅原天満宮（すがはらてんまんぐう）は大阪市東淀川区菅原に鎮座する神社。

## 祭神
- 菅原道真公

## 歴史

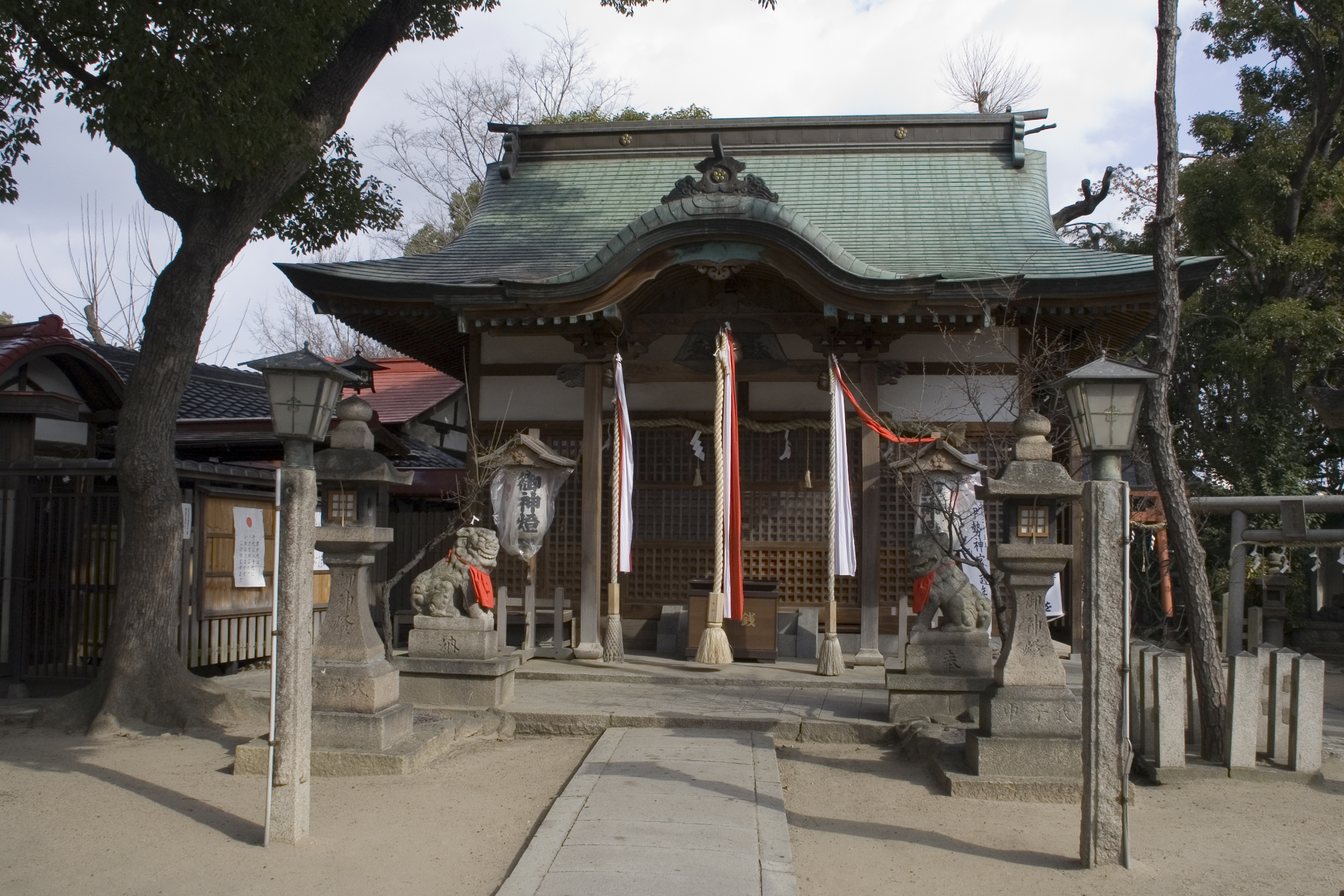
拝殿

寛永年間（1624年～1643年）に逆川の古址を開墾して西成郡新家村が成立した際に勧請された神社である。逆川は淀川の水を三国川へ疎通するために開削された水路だったが、のちに中津川（長柄川）の浚渫で出た土砂で埋め立てられた。新家村は逆川両岸の堤防跡に集落が広がるため、二重新家とも呼ばれていた。
一段高い丘になっているのは、天保年間（1830年～1843年）代官築山蔵左衛門によって「堤防崩壊禁止令」が出され、これを受けて毎年9月9日に境内に土を運び盛り上げる「土持ち」行事が慣習化したことによるもので、村民こぞって参加したという。
明治5年（1872年）村社。明治21年（1888年）には新家村が菅原村に改称。淀川改良工事のため明治35年（1902年）現在地に移転（三善貞司は牛まわし碑の移転と取り違えているとする）。大正元年（1912年）神饌幣帛料供進社に指定される。現在の社殿は、昭和43年（1968年）に再建されたもの。

### 牛まわし碑
石段の左下に「菅公ゆかりの地、牛まわし」と刻む延享元年（1744年）正月の建立。
牛を新しく飼う時、新しい飼い主になつくように石の回りを元の育て主を忘れるようにと念じながら3度回る風習。

## 境内
- 稲荷神社
- クスノキ　樹齢約400年の大阪市保存樹（昭和43年10月1日指定）

## 交通アクセス
- 阪急千里線淡路駅より 東に徒歩17分